# Sparattanthelium borororum
Sparattanthelium borororum är en tvåhjärtbladig växtart som beskrevs av Carl Friedrich Philipp von Martius. Sparattanthelium borororum ingår i släktet Sparattanthelium och familjen Hernandiaceae. Inga underarter finns listade i Catalogue of Life.